# Trypetisoma vulgare
Trypetisoma vulgare är en tvåvingeart som beskrevs av Kim 1994. Trypetisoma vulgare ingår i släktet Trypetisoma och familjen lövflugor. Inga underarter finns listade i Catalogue of Life.